# Lev Trockij
Lev Trockij (IPA: [ˈlʲef ˈtrot͡skʲɪj], in russo Лев Троцкий?; in ucraino Лев Троцький?, Lev Troc'kyj), nato Lev Davídovič Bronštejn (in russo Лев Дави́дович Бронште́йн?; in ucraino Лев Дави́дович Бронштейн?, Lev Davýdovyč Bronštejn; Janovka, 7 novembre 1879, 26 ottobre del calendario giuliano – Città del Messico, 21 agosto 1940) è stato un politico, rivoluzionario, politologo e militare sovietico proveniente dall'Ucraina; insieme a Lenin fu una delle figure centrali della Rivoluzione d'ottobre e del gruppo dirigente della nascente URSS.
Influente membro del Partito Comunista dell'Unione Sovietica e ideologicamente marxista, i suoi scritti e il suo pensiero ispirarono la scuola ideologica conosciuta come trockismo.
Nato in Ucraina da una ricca famiglia ebrea russa di Janovka (odierna Bereslavka), abbracciò il marxismo dopo il trasferimento a Nikolaev nel 1896.
Nel 1898 fu arrestato per attività rivoluzionarie ed esiliato in Siberia, ma nel 1902 fuggì a Londra dove collaborò con Lenin, scrivendo per la rivista del Partito Operaio Socialdemocratico Russo Iskra.
Inizialmente schierato con i menscevichi di Julij Martov nella disputa con Lenin, dal 1904 si posizionò come non frazionista.
Durante la Rivoluzione russa del 1905 rientrò in Russia, diventando il presidente del soviet di San Pietroburgo.
Nuovamente esiliato in Siberia, fuggì nel 1907 passando lungo tempo tra Vienna, Svizzera, Parigi, New York.
Dopo la Rivoluzione di febbraio 1917, che rovesciò lo zar Nicola II, tornò in Russia e si unì ai bolscevichi.
Quale presidente del soviet di Pietrogrado ebbe un importante ruolo nella Rivoluzione d'ottobre che destituì il Governo provvisorio russo insediatosi in seguito alla Rivoluzione di febbraio.
Nel primo governo di Lenin, Trockij fu nominato commissario del popolo agli affari esteri, alla testa dei negoziati del trattato di Brest-Litovsk con gli imperi centrali, con il quale la Russia uscì dalla prima guerra mondiale perdendo enormi territori.
Dal 1918 al 1925 servì come commissario del popolo per gli affari militari e navali della repubblica russa, fondando l'Armata Rossa.
Sotto il suo coordinamento e tramite la coscrizione condusse l'Armata Rossa alla vittoria nella guerra civile russa, determinando l'affermazione definitiva del partito comunista.
Nel 1922 formò un'alleanza con Lenin contro l'emergente nomenklatura sovietica; Lenin lo propose come suo vice nel Consiglio dei commissari del popolo della RSFS Russa, ma Trockij rifiutò. Al contrario del pensiero comune di molti trockisti stessi, Trockij era a favore della NEP e fu addirittura uno dei primi a proporre riforme simili.
Alla morte di Lenin fu sconfitto da Stalin e dai suoi alleati, perdendo il proprio potere.
Nel 1926 fu dapprima espulso dal Politburo, poi nel 1927 dal partito, e successivamente esiliato interno nel 1928 ad Alma-Ata nella repubblica kazaka.
Deportato nel 1929, visse in Turchia, Francia, Norvegia - Paesi dai quali fu espulso - prima di stabilirsi in Messico nel 1937, dove fu accolto da una cerchia di sostenitori locali, tra cui gli artisti Diego Rivera e Frida Kahlo.
Dall'esilio Trockij scrisse intensamente e polemicamente contro lo stalinismo, sostenendo l'internazionalismo proletario contro la teoria di Stalin del socialismo in un solo Paese.
La posizione di Trockij risiedeva nella sua teoria della «rivoluzione permanente», secondo la quale la rivoluzione comunista avrebbe potuto sopravvivere solamente se si fosse estesa agli avanzati Paesi capitalisti.
Nel suo libro La rivoluzione tradita, Trockij denunciava che l'Unione Sovietica fosse diventato uno Stato operaio degenerato a causa del suo isolamento, chiedendo la fine della dittatura burocratica di Stalin.
Trockij fondò la Quarta Internazionale nel 1938 come alternativa al Comintern.
Fu condannato a morte in absentia all'inizio dei Processi di Mosca del 1936, e assassinato nel 1940, nella sua casa di Città del Messico, dallo spagnolo Ramón Mercader, agente dello spionaggio sovietico dell'NKVD.
Escluso da tutti i libri sovietici di storia durante la dittatura di Stalin, una moderna damnatio memoriae, da nessuno dei successivi capi sovietici ricevette mai la riabilitazione politica postuma, a differenza di altri personaggi fatti eliminare da Stalin. Invece, nell'Occidente, la memoria di Trockij emerse come quella di un eroe della sinistra antistalinista.
Intellettuale molto colto, fu anche scrittore di notevoli capacità, soprannominato «Penna» dai compagni di partito.

## Biografia

### La famiglia e gli studi

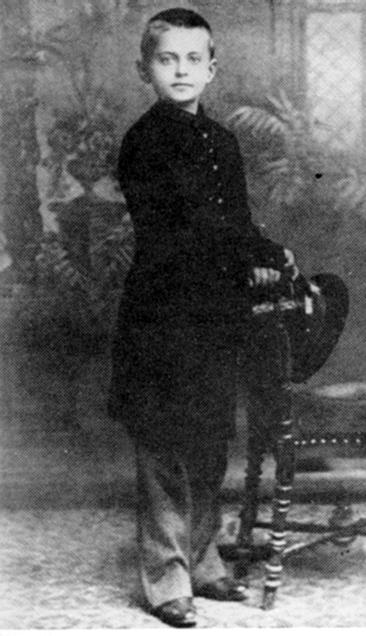
Lev Bronštejn nel 1888

Lev Davidovič Bronštejn nacque in una benestante famiglia ebraica a Bereslavka nella fattoria Janovka, nel governatorato di Cherson, il 7 novembre 1879 (26 ottobre secondo il vecchio calendario), ossia lo stesso giorno della Rivoluzione russa del 1917 e nello stesso periodo in cui veniva fondata l'organizzazione rivoluzionaria Narodnaja volja.
Gli antenati di Trockij erano originari di Poltava, da dove ai primi dell'Ottocento si erano stabiliti a Bobrinec, paese a una ventina di chilometri da Janovka. Il nome Janovka deriva dalla grande proprietà terriera che il colonnello Janovskij aveva in parte venduto e in parte affittato al padre di Trockij, David Leont'evič Bronštejn (1847-1922), che qui si era trasferito nel 1879 per dedicarsi, caso raro per un ebreo, all'agricoltura. Gran lavoratore e ambizioso, portò la sua famiglia a un livello di vita molto confortevole: servitori e braccianti coltivavano i suoi 300 ettari di terreno e curavano le sue stalle, il suo mulino era utilizzato dai contadini del distretto, il suo grano veniva venduto al mercato di Nikolaev.
In casa non si parlava lo yiddish, ma un russo misto all'ucraino. Se David Bronštejn era analfabeta e indifferente alla religione, sua moglie Anna L'vovna Životovskaja (morta nel 1910), cresciuta in città, osservava le pratiche del culto e leggeva a fatica qualche romanzo russo. Ebbero otto figli: Aleksandr, Elizaveta, Rozalija, che morì in tenera età, Lev, dal nome del nonno materno, Ol'ga (1883-1941) e altri tre bambini deceduti nella prima infanzia.
Nel 1886 Trockij fu mandato a studiare nella scuola ebraica del vicino villaggio di Gromoklej, dove fu ospite di parenti, gli zii Abraam e Rejčel Bronštejn. Vi si insegnava il russo, l'aritmetica e soprattutto a leggere e tradurre la Bibbia dall'ebraico allo yiddish. Non parlando questa lingua, non fece amicizia con nessuno dei suoi compagni. La scuola durò pochi mesi, ma Trockij vi imparò a leggere e a scrivere il russo.
L'anno dopo un cugino per parte di madre, Moisej Spencer, venne in visita a Janovka e si offrì di ospitare Trockij nella propria casa di Odessa per frequentarvi la scuola secondaria. Spencer, sposato con Fanni Somolovna, direttrice dell'Istituto ebraico femminile di Odessa, era un intellettuale progressista, già espulso dall'Università a causa delle sue idee politiche. Dieci anni dopo, la casa editrice da lui fondata divenne la più importante di tutta la Russia meridionale. Così, nell'autunno del 1888, Lev Bronštejn si trasferì a Odessa ed entrò nell'Istituto tecnico San Paolo, una scuola parificata fondata dalla locale comunità luterana.
I sette anni trascorsi a Odessa furono positivi. A casa Spencer imparò le « buone maniere », assistette a conversazioni di giornalisti e scrittori, lesse buoni libri e arricchì il proprio bagaglio culturale; a scuola si fece degli amici e divenne presto il primo della sua classe. Ebbe una sola disavventura disciplinare: durante il secondo anno fu denunciato da alcuni compagni per aver partecipato a una protesta contro un professore e fu così espulso, pur venendo riammesso alla terza classe l'anno dopo. Molti anni dopo Trockij commentò: « I gruppi sorti in quell'occasione - gli invidiosi e i delatori da una parte, i giovani franchi e valorosi dall'altra, e la massa neutrale, incerta, amorfa nel mezzo - questo raggruppamento l'ho incontrato anche più tardi, nelle più svariate circostanze ».
Poiché nella scuola San Paolo non esisteva la settima e ultima classe, nel 1896 Lev Bronštejn si trasferì a Nikolaev per concludervi gli studi e lì si diplomò a pieni voti nella sessione estiva del 1897, pur avendo studiato poco e marinato spesso la scuola. Infatti, da quasi un anno i suoi interessi si erano indirizzati pressoché esclusivamente alla politica.

### Il primo impegno politico
Alla fine del 1896 aveva conosciuto Franz Švigovskij, un giardiniere piuttosto colto che leggeva libri proibiti e opuscoli clandestini, nella cui capanna alla periferia della città si riuniva un gruppo di socialisti, in gran parte populisti, con l'eccezione della giovane Aleksandra Sokolovskaja, una marxista con la quale il diciassettenne Bronštejn entrò subito in conflitto, definendo il marxismo «una dottrina da bottegai e commercianti». A causa del suo comportamento spesso sgradevolmente polemico, la Sokolovskaja abbandonò per qualche tempo il gruppo. In realtà egli non aveva mai letto Marx e le sue disordinate conoscenze di cultura politica non andavano ancora oltre qualche libro di John Stuart Mill, di Bentham, di Černyševskij, di Mignet e la lettura della gazzetta liberale Russkie vedomosti.
Con gli scioperi operai del 1896, le proteste studentesche, il suicidio in carcere di Marija Vetrova nel febbraio del 1897, si fece strada l'idea di organizzare un gruppo clandestino. Con l'elettricista Muchin, il tipografo Poljak, lo studente Ziv, i fratelli Sokolovskij e pochi altri, Bronštejn, che ora si faceva chiamare L'vov, fondò l'Unione degli operai della Russia meridionale, riprendendo il nome di una storica società illegale attiva negli anni Ottanta. Vi aderì anche Aleksandra Sokolovskaja, dal momento che il gruppo, agendo tra gli operai di Nikolaev e Odessa, aveva assunto uno spirito socialdemocratico.
L'attività di propaganda dell'Unione, svolta stampando il giornale Naše delo (Наше дело, La nostra causa) e preparando volantini ciclostilati diffusi nelle fabbriche insieme con opuscoli stampati all'estero, ebbe un discreto successo, riuscendo a far presa su alcune centinaia di persone. Vi si infiltrarono però agenti provocatori e il 28 gennaio 1898 vi fu un'ondata di arresti. Bronštejn fu preso con Švigovskij in una fattoria dei dintorni di Nikolaev. Qui fu dapprima detenuto, poi fu condotto a Cherson e dopo ancora a Odessa dove, alla fine del 1899, senza che si fosse tenuto alcun processo, gli fu comunicata l'avvenuta condanna a quattro anni di esilio in Siberia e fu trasferito nelle carceri di Mosca.
Bronštejn si avvicinò al marxismo durante la detenzione, pur senza conoscere ancora gli scritti più importanti di Marx, di Engels o di Plechanov. Nel carcere di Odessa lesse «con entusiasmo» Labriola e in quello di Mosca Lo sviluppo del capitalismo in Russia di Lenin; scrisse anche, secondo presupposti materialistici, un voluminoso quaderno sulla storia della massoneria, andato perduto, e un opuscolo sul movimento rivoluzionario di Nikolaev, che riuscì a far uscire dal carcere e fu pubblicato a Ginevra.

### La prima deportazione

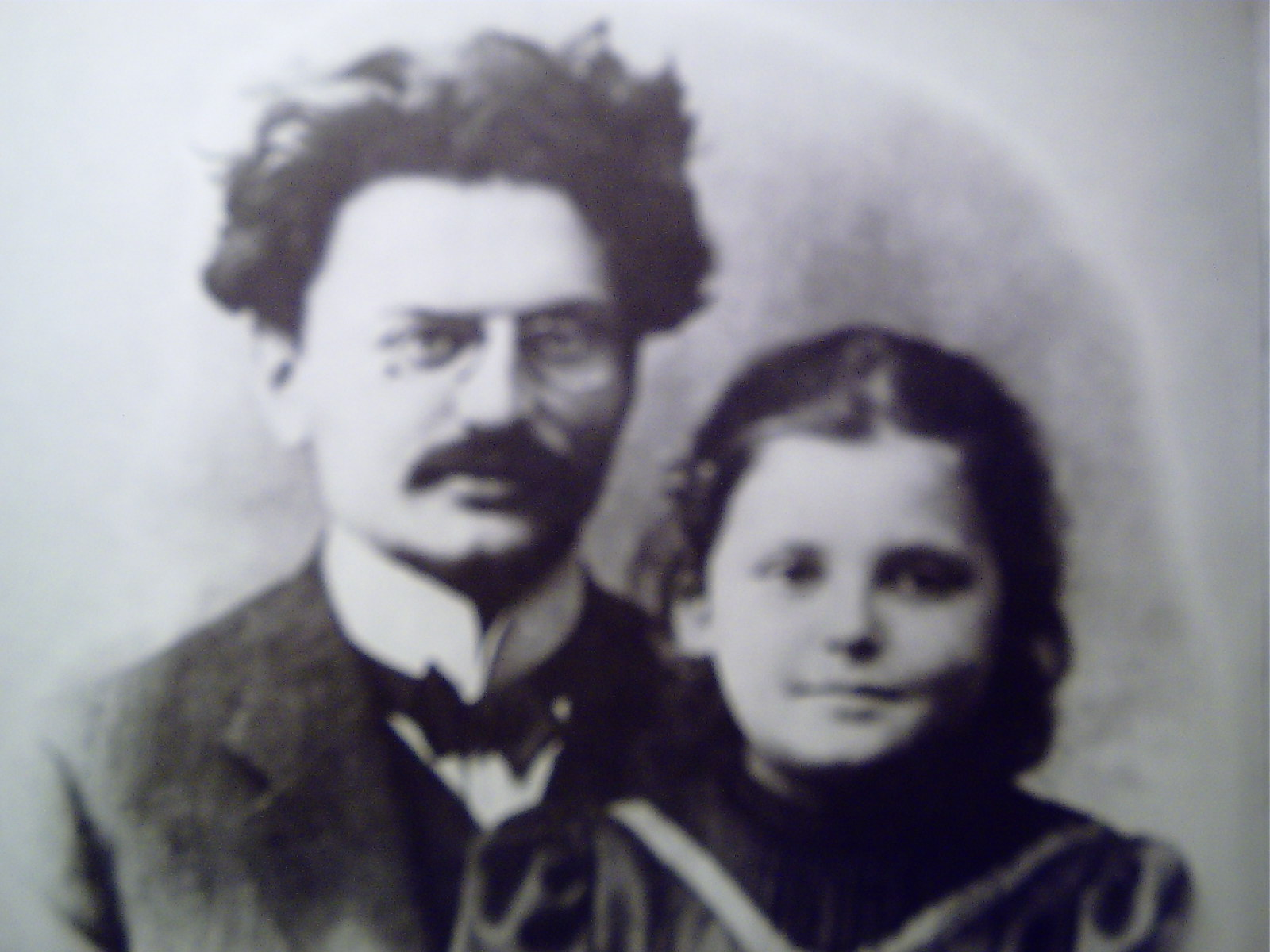
Trockij e la figlia Zinaida (1906)

Nel carcere di Mosca sposò Aleksandra Sokolovskaja, un altro segno delle sue mutate idee politiche. Anche lei condannata all'esilio, si sposarono per rimanere uniti e insieme furono condotti, nell'estate del 1900, a Ust'-Kut, nella lontana Siberia centrale. Qui Bronštejn cominciò a studiare Marx leggendo i due primi volumi del Capitale e collaborò a un giornale di Irkutsk, la Vostočnoe obozrenie (Восточное обозрение, Rassegna orientale) scrivendo articoli di critica letteraria. Fu allora che si scoprì scrittore.
A Ust'-Kut nacque, il 27 marzo 1901, la figlia Zinaida (1901-1933). Per qualche mese si trasferirono a 230 chilometri a oriente del fiume Ilim, dove lavorò come contabile di un commerciante milionario e analfabeta: quando commise un errore fu licenziato. Tornarono a Ust'-Kut e da lì si trasferirono a Vercholensk, dove nacque la seconda figlia Nina (1902-1928).
La deportazione fu "un periodo di chiarificazione politica". Entrò a far parte dell'Unione siberiana, un'organizzazione socialdemocratica creata fra i deportati e gli operai della ferrovia transiberiana, si confrontò con i socialrivoluzionari, rifiutando la loro strategia terroristica, e conobbe gli scritti dell'anarchico polacco Jan Wacław Machajski, allora deportato a Viljujsk, che per lui furono "una vaccinazione efficace contro l'anarchia, roboante nella negazione a parole, ma senza vita e persino vile nelle conclusioni pratiche". Scrisse anche un saggio in cui concepiva il partito rivoluzionario come un'organizzazione fortemente centralizzata e disciplinata, al modo di Lenin ma indipendentemente da lui, come verificò nell'estate del 1902, quando lesse il suo Che fare?
In quel periodo, in accordo con la moglie, decise di tentare da solo la fuga dal confino. Una notte, nascosto in un carro di contadini, raggiunse Irkutsk da dove, munito di un falso passaporto a nome di Trockij, lo stesso del capo-carceriere di Odessa, partì in treno per Samara. Qui fu accolto dal gruppo di socialdemocratici responsabili in Russia dell'Iskra, uno dei quali, Gleb Kržižanovskij, lo battezzò "Penna" (Перо, Pero) per il suo talento di scrittore. Finalmente, superò indenne la frontiera e via Vienna, Zurigo e Parigi, in ottobre arrivò a Londra.

### All'estero e il secondo congresso del POSDR
Appena a Londra, andò in casa di Lenin, all'epoca redattore del giornale Iskra, organo del Partito Operaio Socialdemocratico Russo, insieme con Plechanov, Aksel'rod, Potresov, Martov e Vera Zasulič. Fu poi alloggiato nel vicino appartamento di Martov e Zasulič e a novembre il nuovo numero dell'Iskra pubblicò il suo primo articolo. Lenin avrebbe voluto che Trockij entrasse a far parte della redazione, ma la sua proposta trovò l'unica ma decisiva opposizione di Plechanov, che provò subito per il giovane collaboratore una forte antipatia che divenne presto una radicale avversione.
Meno di due mesi dopo fu mandato a prendere contatto con il gruppo dell'Iskra di Parigi. Ne facevano parte, tra gli altri, l'ex populista Ekaterina Aleksandrova e Natal'ja Sedova (1882-1963), giovane studentessa d'arte, che divenne la sua nuova compagna, e da cui ebbe il figlio Lev. Dalla Russia richiedevano il ritorno di Trockij, ma il centro estero si oppose, rimandando la sua partenza alla conclusione del secondo congresso del POSDR.
Il congresso si aprì il 30 luglio 1903 a Bruxelles e proseguì a Londra, con Trockij delegato dell'Unione siberiana. Vi emersero i contrasti tra chi, come Lenin, identificava il partito con l'organizzazione illegale e chi, come Martov, voleva considerare membri del partito anche coloro che lavoravano sotto la guida dell'organizzazione illegale pur senza farne parte: «Lenin voleva una forma serrata e grande chiarezza nelle relazioni di partito» - scrisse Trockij molti anni dopo - «mentre Martov tendeva più alla nebulosità».

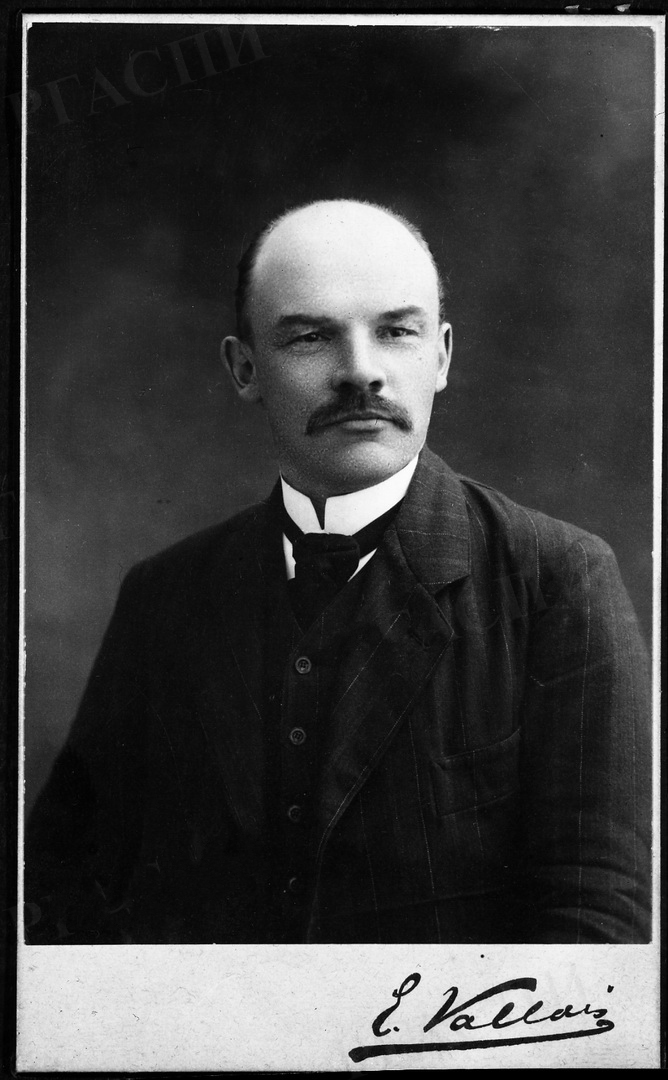
Lenin

Tuttavia, al congresso si schierò con Martov, e tanto più si oppose alla richiesta di escludere dalla redazione dell'Iskra Potresov, Aksel'rod e Vera Zasulič, il cui apporto al giornale era quasi nullo. Lenin «aveva capito che essi erano sempre più un impedimento sulle vie del futuro e la conclusione era stata: levarli dalla loro posizione direttiva. E questo non mi andava giù», scrisse Trockij, che era molto amico di Zasulič e Aksel'rod, «e dalla mia indignazione venne la rottura con Lenin al II Congresso».
Il congresso sancì l'esistenza di due correnti, i bolscevichi di Lenin e i menscevichi di Martov, che nel successivo congresso della Lega estera della socialdemocrazia rivoluzionaria russa (Ginevra, 26-31 ottobre 1903) ribaltarono i risultati del II congresso e presero il controllo dell'Iskra, da cui Lenin si dimise. Allineato con i menscevichi, nell'agosto del 1904 Trockij pubblicò a Ginevra I nostri compiti politici (Наши политические задачи, Naši političeskie zadači), un violento attacco a Lenin, al quale non risparmiò insulti e lo accusò di essere non tanto un socialdemocratico quanto un giacobino che guardava più all'intelligencija che ai lavoratori: «I metodi di Lenin conducono a questo: prima l'organizzazione del partito si sostituisce al partito nel suo complesso, poi il comitato centrale si sostituisce all'organizzazione, e infine un unico dittatore si sostituisce al comitato centrale».
Si consumò così la sua rottura con Lenin. «Io ritornai da Lenin più tardi di molti altri, ma vi ritornai per la mia strada» - scrisse nelle memorie - «dopo aver vissuta ed esaminata l'esperienza della rivoluzione, della controrivoluzione e della guerra imperialista». Emarginato Lenin, Trockij propose un'effettiva riunificazione delle due correnti, ma i menscevichi respinsero la proposta. Minacciò le dimissioni, ma poi le ritirò e riprese la collaborazione con l'Iskra.
All'Iskra collaborava saltuariamente anche il marxista russo, naturalizzato tedesco, Aleksandr Gel'fand, detto Parvus. Dal febbraio del 1904 vi venivano pubblicati i suoi articoli su Guerra e rivoluzione, nei quali prospettava, a partire dalla guerra russo-giapponese in corso e da lui prevista già nove anni prima, l'inizio di una serie di guerre europee che avrebbero segnato, in un lontano futuro, la fine degli stati nazionali. Per il momento, giudicava prossima una rivoluzione in Russia che avrebbe avuto "una ripercussione sullo sviluppo politico di tutti i paesi capitalisti. La rivoluzione russa scuoterà la società borghese" innescando una rivoluzione mondiale.

#### La rivoluzione permanente

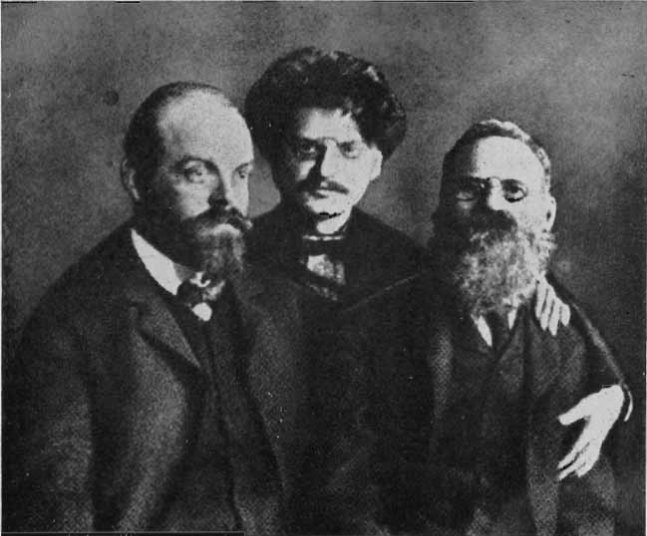
Parvus, Trockij e Leo Deutsch

Sono idee che influenzeranno profondamente Trockij ispirandogli la teoria della rivoluzione permanente. Tale teoria si inseriva quale terza via tra le due diverse tattiche delle correnti bolsceviche e mensceviche. Convinte entrambe che la prossima rivoluzione russa sarebbe stata democratica-borghese, la frazione menscevica sosteneva che i socialdemocratici, dopo essersi uniti ai liberali nell'opera di liquidazione dell'autocrazia e la sua trasformazione in una monarchia costituzionale, avrebbero dovuto mantenere una posizione di opposizione parlamentare al governo provvisorio liberale, rinunciando alla preparazione di un'ulteriore rivoluzione proletaria, definita un'"idea complottistica", per stabilire accordi politici con i partiti borghesi e ottenere «garanzie democratiche».
Per Lenin, invece, i socialdemocratici dovevano partecipare al governo provvisorio sorto dalla rivoluzione, assumendone l'egemonia mediante un'alleanza tra operai e i contadini. Sarebbe stata una "dittatura democratica del proletariato e dei contadini", perché fondata sull'armamento del popolo che avrebbe dovuto respingere gli inevitabili tentativi contro-rivoluzionari e avviare tutte le riforme democratiche – non ancora socialiste – dalla proclamazione della repubblica alla riforma agraria e al miglioramento della condizione degli operai, «ed infine – last but not least – a estendere l'incendio rivoluzionario all'Europa».
Trockij criticava tanto la tattica menscevica, definita opportunista, quanto l'idea di Lenin di una dittatura di operai e contadini, in quanto prevedeva che la loro alleanza sarebbe entrata rapidamente in crisi. In una società rimasta a economia capitalistica, il padronato si sarebbe opposto alle riforme a favore degli operai, avrebbe risposto agli scioperi con le serrate e avrebbe avuto l'appoggio dei contadini, che non avrebbero accettato che le fabbriche chiuse venissero nazionalizzate o i disoccupati fossero impiegati a spese dello Stato. Alla fine, l'alleanza tra operai e contadini avrebbe scontentato entrambe le classi, che sarebbero venute a conflitto.

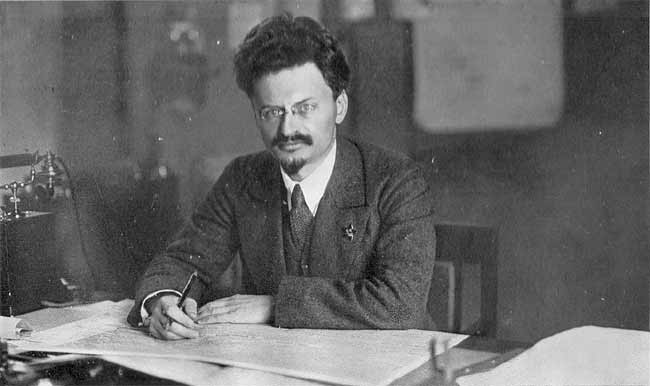
Trockij nel 1917

Secondo Trockij la via di uscita, per il governo operaio, doveva consistere nell'«unire tutte le sue forze con quelle del proletariato socialista dell'Europa occidentale. Il concetto principale della teoria trotskista è l'idea dell'espansione della rivoluzione socialista in tutto il mondo, sull'esempio di quella sovietica del 1917. Trockij sosteneva che la teoria formulata da Iosif Stalin del "socialismo in un solo paese" fosse una rottura con l'internazionalismo proletario. Solo in questo modo la sua dominazione rivoluzionaria temporanea diverrà il prologo della dittatura socialista. La rivoluzione permanente sarà dunque un'esigenza per il proletariato russo [...] Se il partito operaio non avesse sufficiente energia per effettuare un'offensiva rivoluzionaria, se esso credesse di doversi limitare a una dittatura semplicemente nazionale e semplicemente democratica, le forze unite della reazione europea non tarderebbero a fargli comprendere che la classe operaia, detenendo il potere, deve mettere tutto il peso sulla bilancia, sul piatto della rivoluzione socialista».
Dal 1917 al 1922 egli ripeté in vari modi i suoi concetti di fondo: il proletariato russo non è pronto per il socialismo, a differenza di quello europeo; l'obiettivo principale dei soviet non deve essere quello di creare le condizioni necessarie all'attuazione del socialismo, quanto quello di attendere lo scoppio della rivoluzione mondiale; la rivoluzione va esportata negli altri paesi con l'esercito. "La guerra rivoluzionaria - scriveva - è la condizione indiscutibile della nostra politica". Queste tesi non erano espresse solo da Trockij, ma anche da altri leader politici (ad es., oltre ai già citati Zinov'ev e Kamenev, anche da Laševič (1884-1928) e Preobraženskij).
Trockij sapeva rafforzare la disciplina del lavoro, stimolare l'entusiasmo della classe operaia, organizzare la produzione, capiva l'importanza del commercio estero e si interessava al problema delle nazionalità. Lenin gli riconosceva queste e altre qualità: lo disse nel dicembre 1920, all'VIII congresso dei soviet, e anche nel gennaio 1921.

### Il ritorno in Russia e la rivoluzione del 1905

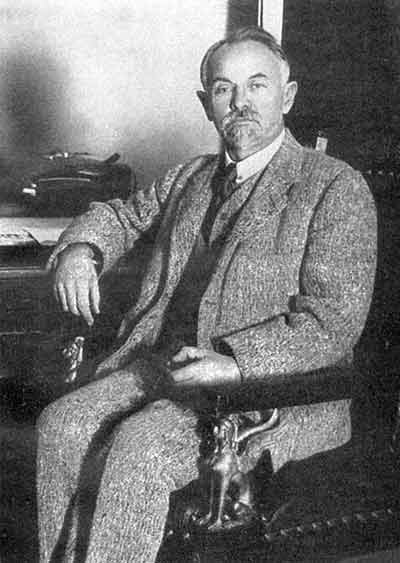
Leonid Krasin

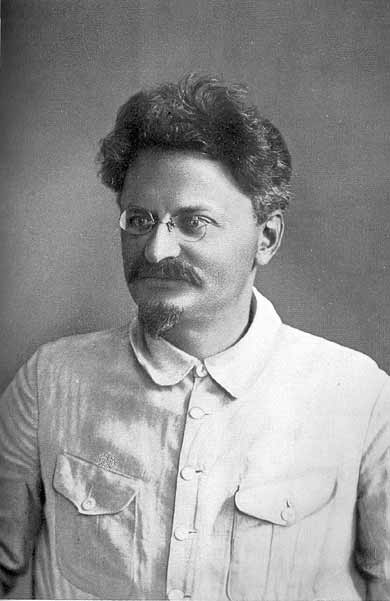
Trockij nel 1920

Trockij era già stato ospite di Parvus a Monaco nel settembre del 1904, e tornò da lui nel gennaio del 1905, all'indomani della Domenica di sangue, sottoponendogli un suo opuscolo. Scritto prima della manifestazione operaia guidata da Gapon ma ora intitolato Fino al 9 gennaio (До 9 января, Do 9 janvarja) vi aveva teorizzato lo sciopero generale quale scintilla della rivoluzione, nella quale gli operai socialisti avrebbero dovuto assumersi la parte dirigente per rovesciare lo zarismo. Diversamente dai menscevichi, egli riteneva che non si dovesse contare sui liberali, sempre pronti a venire a patti con il dispotismo.
In febbraio partì da Monaco con Natal'ja Sedova, che proseguì per Kiev, mentre Trockij si fermava da Victor Adler a Vienna. Poi, munito di falsi documenti, raggiunse Kiev, dove conobbe l'ingegnere Leonid Krasin, un importante dirigente bolscevico che fece ospitare lui e la Sedova in un alloggio di Pietroburgo. Natal'ja Sedova fu arrestata durante una manifestazione per il 1º maggio e confinata a Tver', mentre Trockij dovette fuggire in Finlandia.
Vi rimase a leggere e a scrivere finché a ottobre non giunse la notizia che a Pietroburgo era in corso uno sciopero generale. Rientrò clandestinamente nella capitale e il 15 ottobre fece la sua comparsa nel soviet di Pietroburgo.
Il suo coinvolgimento nello sciopero generale di ottobre, con la presidenza del Soviet di San Pietroburgo e il suo appoggio alla rivoluzione armata del 1905, lo portarono all'arresto e a una sentenza di esilio a vita. Nel gennaio del 1907 fuggì sulla strada per l'esilio e ancora una volta trovò la via di Londra, dove partecipò al quinto congresso del partito. In ottobre si spostò a Vienna.
Nel 1912 era stato inviato dal diffuso quotidiano radical-democratico Kievskaja Mysl' nei Balcani, dove fu testimone della guerra del 1912-1913, tragico prologo della prima guerra mondiale. In quel periodo fu corrispondente di guerra per diversi giornali.
Le sue corrispondenze furono successivamente raccolte nel volume Le guerre balcaniche 1912-1913 (1926).
Con l'avvicinarsi della guerra si spostò nella neutrale Svizzera, e quindi in Francia. Fu espulso dalla Francia e viveva a New York quando scoppiò la rivoluzione russa e la cosiddetta rivoluzione di febbraio rimosse lo Zar. Fece ritorno in Russia nel maggio 1917 dove infine si unì ai Bolscevichi e divenne attivamente coinvolto nei loro sforzi per rovesciare il governo provvisorio guidato da Aleksandr Kerenskij, e anzi ne fu tra i massimi dirigenti.

### La rivoluzione russa

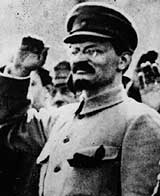
Trockij Comandante dell'Armata Rossa

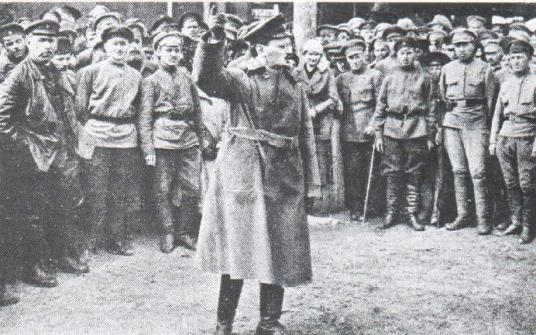
Trockij in uniforme nel 1918, mentre arringa le truppe rosse durante la Guerra civile russa

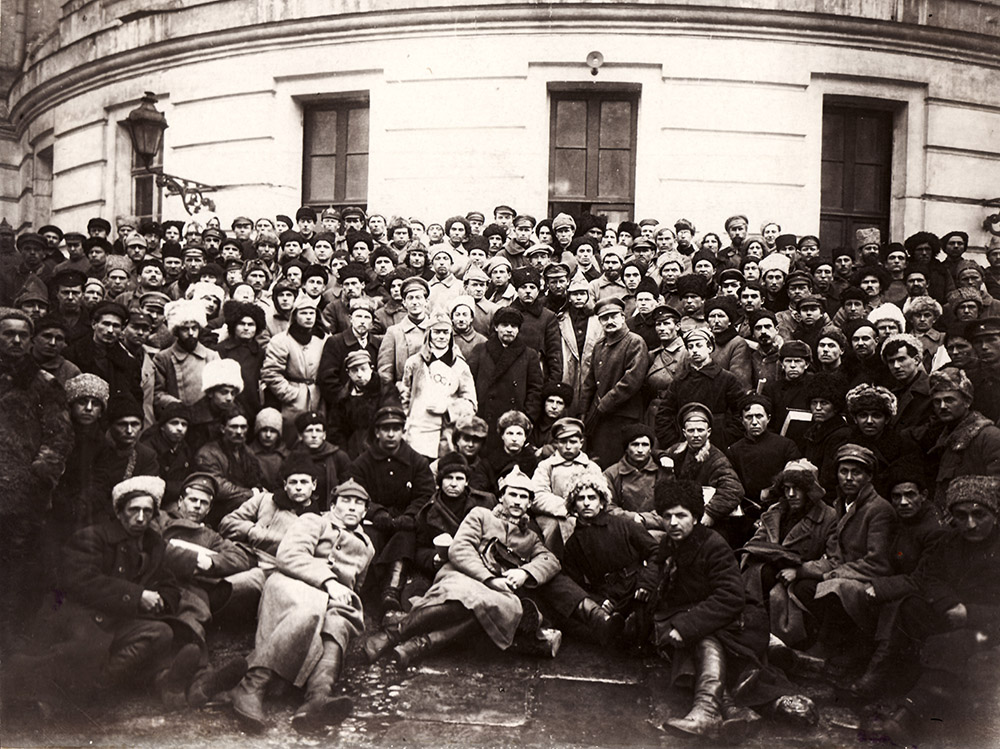
Trockij e Lenin (al centro in piedi), a Pietrogrado, in una foto scattata nel 1921 con i delegati al X Congresso del Partito comunista russo

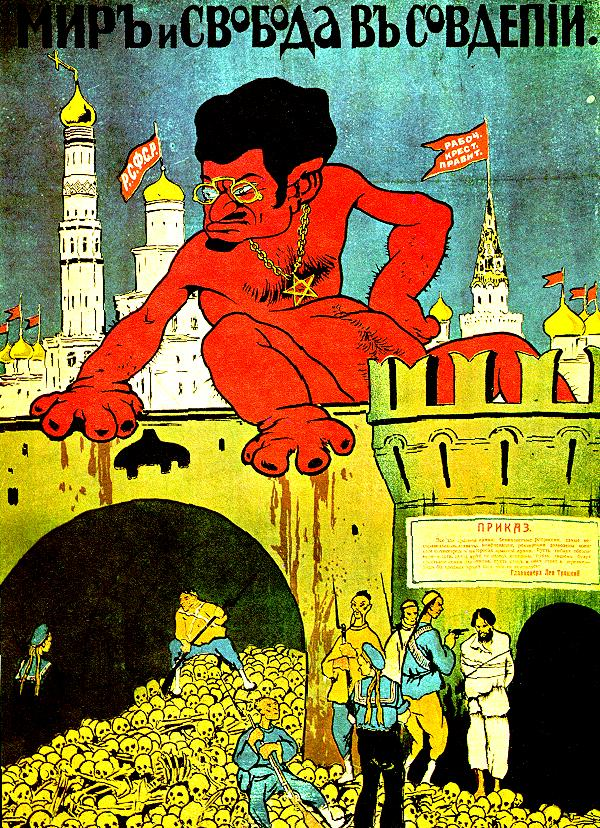
Manifesto di propaganda anti-bolscevico dell'Armata Bianca con Trockij raffigurato come un diavolo sanguinario giudeo

Dopo la presa del potere da parte dei Bolscevichi durante la rivoluzione d'ottobre, divenne Commissario del popolo per gli Affari Esteri, con lo scopo principale di negoziare la pace con la Germania e i suoi alleati; nella speranza che i soldati tedeschi si ribellassero ai loro ufficiali, Trockij si ritirò dai colloqui (10 febbraio 1918).
Tale speranza fu però delusa e i tedeschi invasero il territorio russo (18 febbraio), costringendo l'Unione Sovietica a firmare l'altamente penalizzante Trattato di Brest-Litovsk il 3 marzo. Trockij successivamente rassegnò le dimissioni dalla sua posizione diplomatica e divenne Commissario del Popolo alla Guerra. Come fondatore e comandante dell'Armata Rossa, fu ampiamente artefice del successo contro l'Armata Bianca e della vittoria nella Guerra Civile Russa.
Trockij avrebbe, in seguito, voluto processare pubblicamente Nicola II e la moglie a Mosca, mentre i figli sarebbero stati esiliati, ma il soviet di Ekaterinburg (con l'avallo di Lenin e Sverdlov) decise invece un'esecuzione sommaria per la famiglia reale nel 1918.
Trockij lo saprà solo dopo una settimana e ne rimase assai sorpreso, ma non protestò, ritenendo la fine dei Romanov come parte dei massacri avvenuti durante la guerra su entrambi i fronti. Tuttavia espresse qualche apparente perplessità per il fatto che furono uccisi senza processo anche i figli dello zar (fatto negato dall'URSS fino al 1979), comprese le quattro figlie che non avevano diritti sul trono, come riporta nei suoi diari.
La decisione di abbandonare le trattative, oltre a rispecchiare il programma propagandato dai bolscevichi dal febbraio del 1917, avrebbe garantito, secondo Lenin e Trockij, maggiori possibilità di estendere la rivoluzione comunista nel cuore dell'Europa (in particolare in Germania) e di garantire più tempo al giovane potere comunista all'interno del paese, ma non fu così.
Il trattato, insieme con lo scioglimento dell'Assemblea costituente regolarmente eletta nel 1918, ebbe tuttavia anche l'effetto di galvanizzare un numero di gruppi anticomunisti, sia all'interno sia all'esterno della Russia, che intrapresero azioni contro il nuovo regime.

### Stalin al potere

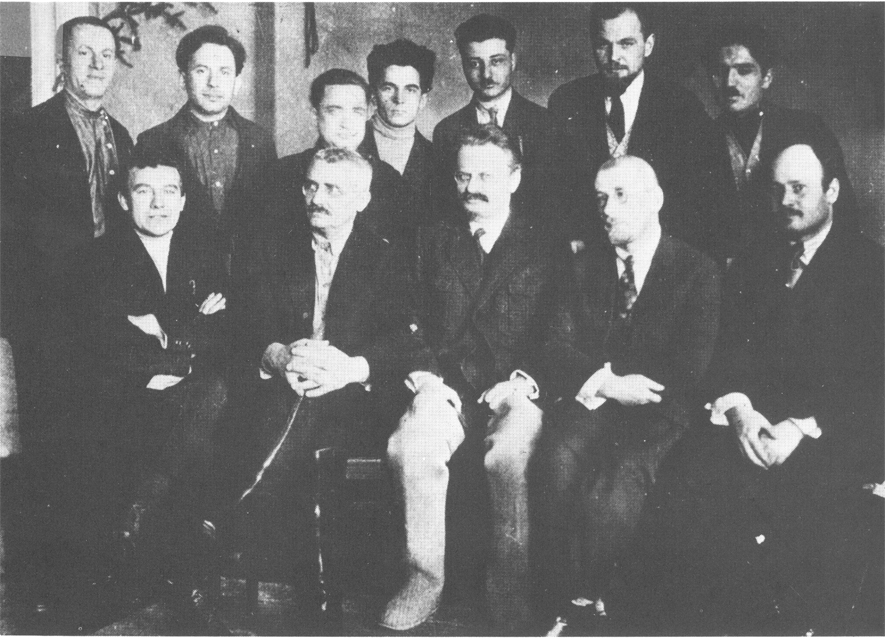
I membri dell'Opposizione di sinistra capeggiata da Trockij, 1927

Nel 1923, sconfitti i Bianchi, venne proclamato il nuovo stato federale, l'Unione delle Repubbliche Socialiste Sovietiche (abbreviato in URSS o Unione Sovietica), con a capo Lenin. Con la malattia e la morte di Lenin nel 1924, Stalin e il gruppo attorno a lui (che inizialmente, nel periodo della cosiddetta trojka, includeva anche le frazioni di Lev Kamenev e Grigorij Zinov'ev) furono in grado di consolidare il proprio controllo sul Partito e sullo Stato. Il 1924 è l'anno della lotta contro il trockismo, un feroce scontro formalmente ideologico in cui, senza risparmio di colpi bassi (con accuse reciproche molto dure sul ruolo avuto dai vari dirigenti nell'Ottobre, negli anni precedenti e negli anni successivi), viene portata avanti l'emarginazione dell'ala trockista (che comincia a farsi chiamare "Opposizione di sinistra"), fino all'ottenimento delle dimissioni di Trockij dal posto di Commissario del Popolo alla Guerra e agli Affari della Marina (gennaio 1925).
Inoltre, la piattaforma muoveva critiche ai risultati della NEP, il sistema a economia mista in vigore dal 1921, che Stalin e Bucharin, con il quale si era intanto alleato, ritenevano prematuro abolire per passare immediatamente, nel 1924, a un sistema collettivo pianificato, che sarà infatti attuato soltanto nel 1928. Trockij, Zinov'ev, Kamenev e altri dirigenti firmatari della piattaforma chiedevano, al contrario, la repentina abrogazione della NEP e l'avvio del processo di rapida industrializzazione. Per controbattere la tesi troskista della Rivoluzione permanente, Stalin elaborò la tesi del Socialismo in un solo paese, che riteneva che l'Unione Sovietica fosse già eccessivamente provata da un lungo sforzo bellico, iniziato nel 1914 con la prima guerra mondiale e terminato nel 1922 con la fine della Guerra civile. Pertanto, secondo l'analisi che Stalin contrappose a Trockij, l'URSS era in ginocchio, con il tessuto economico interamente da ricostruire, e quindi non si trovava nelle condizioni né di intraprendere una nuova guerra rivoluzionaria contro le potenze capitalistiche, né di costruire immediatamente un'economia totalmente socialista. Occorreva, secondo Stalin, applicare il marxismo al particolare contesto russo dell'epoca, cercando un dialogo con le altre nazioni e concentrando tutte le energie all'interno, per aumentare la produzione agricola, avviare l'industrializzazione rapida, riorganizzare l'esercito, urbanizzare e alfabetizzare il paese. La tesi di Stalin sul reale stato di debolezza dell'Unione Sovietica era molto realistica, rispetto a quella di Trockij, perché si basava sulla recente esperienza della Guerra sovietico-polacca, in cui, nel giugno 1922, il fronte dell'Armata Rossa era stato piegato e messo in rotta dalla controffensiva della cavalleria polacca, che aveva determinato una pesante sconfitta e la perdita dei territori polacchi ex zaristi.
Trockij aveva infatti approfondito la sua teoria della Rivoluzione permanente (che aveva peraltro già preso le mosse subito dopo la fallita rivoluzione del 1905), che si poneva in netto contrasto con la politica stalinista di costruire il "socialismo in un solo paese". I punti decisivi della polemica dell'Opposizione di sinistra in quegli anni sono la critica al regime autoritario vigente nel Partito, la critica allo sviluppo di deformazioni burocratiche nell'apparato statale sovietico, l'opposizione allo sviluppo di una nuova borghesia in seguito al prolungamento eccessivo delle misure di mercato (NEP); sul piano delle rivendicazioni, il gruppo di Trockij chiede una politica di forte industrializzazione, un piano di collettivizzazione volontaria nelle campagne (da realizzarsi in tempi lunghi) e, soprattutto, la promozione su scala mondiale di nuove rivoluzioni proletarie (Cina, Germania), viste come unica soluzione ai pericoli di involuzione del regime interno dell'URSS.
Dopo la brusca rottura della trojka e la costituzione di un nuovo blocco Stalin-Bucharin che allontana da ogni posizione di potere le frazioni Kamenev e Zinov'ev (forti soprattutto a Leningrado), queste ultime formano nel 1926, insieme con altri gruppi minori, un'alleanza con il gruppo di Trockij che sarà conosciuta come Opposizione Unificata. Si apre una fase di scontri sempre più violenti tra il gruppo al potere e i gruppi oppositori, che contavano su decine se non centinaia di migliaia di sostenitori nel Partito e nel sindacato.
Nell'autunno del 1927 l'Opposizione di sinistra decide di organizzare in forma autonoma la celebrazione del decimo anniversario della Rivoluzione di ottobre; è da parte di Trockij e dei suoi alleati un tentativo di una prova di forza nei confronti del regime staliniano in formazione. In piazza nelle principali città del Paese (e specialmente a Mosca e Leningrado) scendono migliaia di persone sotto le bandiere dell'Opposizione Unificata, che si scontrano con sostenitori di Stalin e con le milizie statali: le dimostrazioni degli oppositori sono disperse con la forza. Pochi giorni dopo, il 12 novembre, Trockij e Zinov'ev sono espulsi dal partito Comunista Sovietico, lasciando Stalin alla guida indiscussa dell'Unione Sovietica (Kamenev sarà espulso poche settimane dopo e in seguito sarà liquidato anche l'alleato Bucharin).

### L'esilio

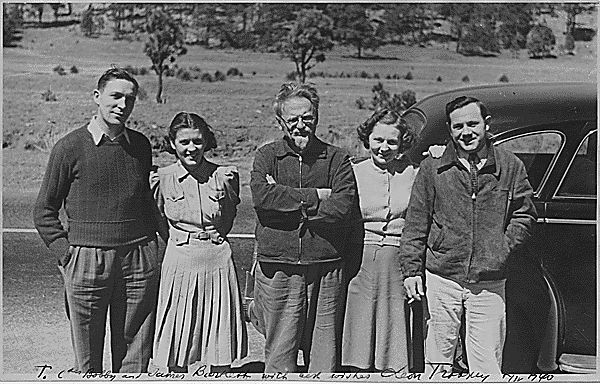
Trockij con alcuni amici statunitensi durante il suo esilio in Messico, 1940

Piegata l'Opposizione e cominciata la persecuzione sistematica dei suoi militanti, Trockij venne esiliato ad Alma Ata (oggi nel Kazakistan) il 17 gennaio 1929. Fu poi espulso e dovette cominciare per lui il periodo dell'esilio, un lungo vagabondaggio in diversi paesi. Nonostante questo, il suo ottimismo rivoluzionario utopico, quasi transumanista, non viene meno ed egli continua la propaganda in ogni luogo, auspicando una rinascita dell'URSS e del comunismo:
(Letteratura e rivoluzione)
Deportato in Turchia nel febbraio 1929, dopo un periodo trascorso presso il consolato sovietico a Istanbul, in aprile fu trasferito sull'isola di Prinkipo, dove alloggiò a palazzo Yanaros fino al luglio 1933 protetto dalla polizia turca. Alla fine del 1932 viaggiò in Italia, visitando gli scavi archeologici di Pompei. Nel 1933 si spostò in Francia e in Norvegia, tentando anche di stabilirsi negli Stati Uniti ma Roosevelt gli negherà il visto d'ingresso. Poco prima di lasciare la Turchia, venne intervistato dallo scrittore belga Georges Simenon. Trockij nel 1930 critica Stalin per aver appoggiato il leader del Kuomitang Chiang Kai-shek nel suo libro Stalin e la rivoluzione cinese.
«Il Comitato esecutivo dell'Internazionale comunista respinge nel modo più deciso la richiesta di abbandonare il Kuomintang... Il Kuomintang è in Cina la forma organizzativa specifica che permette al proletariato di collaborare direttamente con la piccola borghesia e con i contadini».
Così il Comitato esecutivo dell'Internazionale comunista, del tutto giustamente, vedeva nel Kuomintang la concretizzazione della concezione staliniana del «partito di due classi, operaio e contadino».
Il non ignoto Rafès,10 che è stato prima ministro sotto Petljura e successivamente ha applicato in Cina le istruzioni di Stalin, scriveva nel maggio 1927 nell'organo teorico del Comitato Centrale del PCUS:
«Come è noto, la nostra opposizione russa ritiene necessario che i comunisti escano dal Kuomintang. Una difesa coerente di questo punto di vista porterebbe i fautori della politica di uscita dal Kuomintang alla famosa formula avanzata dal compagno Trotskij nel 1917: "Abbasso lo zar, governo operaio!", che per la Cina dovrebbe trasformarsi in : "Abbasso i militaristi, governo operaio!" Non c'è ragione di dar retta a simili fautori coerenti dell'uscita dal Kuomintang» («Proletarskaja Revoljucija», p. 54).
La parola d'ordine di Stalin-Rafes era: «Senza gli operai, con Chiang Kai-shek! Senza i contadini, con Wang Ching-wei! Contro l'opposizione, per il Kuomintang!»»
(Stalin e la rivoluzione cinese)
Il 31 dicembre 1933, a Parigi, incontrò Simone Weil, mistica e filosofa anarco-cristiana, di cui già aveva commentato alcuni articoli contro lo stalinismo. A tali critiche rispose nel pamphlet La Quarta Internazionale e l'URSS, ammettendo i pericoli del burocratismo, ma incolpando la Weil di "esaltazione anarchica a buon mercato" e di essere vittima "dei pregiudizi piccoloborghesi più reazionari".
La Weil aveva già conosciuto suo figlio, Lev Sedov, in Germania. Trockij, che viaggia in incognito con a fianco due guardie armate, ne approfitta per organizzare una riunione clandestina, che si conclude con uno scontro verbale fra lui e la giovane, la quale ritiene che ogni Stato rappresenti, in quanto tale, un apparato oppressivo. Ella gli chiede come può giustificare la spietata repressione della rivolta di Kronštadt del 1921 (da parte dell'Armata Rossa), e accusa lui e Lenin di avere un ruolo paragonabile a quello dei capitalisti che prosperano grazie a grandi carneficine. Da una stanza vicina i genitori della Weil sentono le urla di Trockij (ella aveva chiesto il loro permesso per ospitarlo) e lui, osserverà il critico Thomas Nevin, «dovette essere preso alla sprovvista da questa novellina di ventiquattro anni, sua supposta padrona di casa. La apostrofò con una valanga di epiteti». Al termine della concitata discussione, Trockij le domandò: «Dato che non è d'accordo con nessuna delle mie idee, perché mi ha ospitato in casa sua? Appartiene forse all'Esercito della Salvezza?».

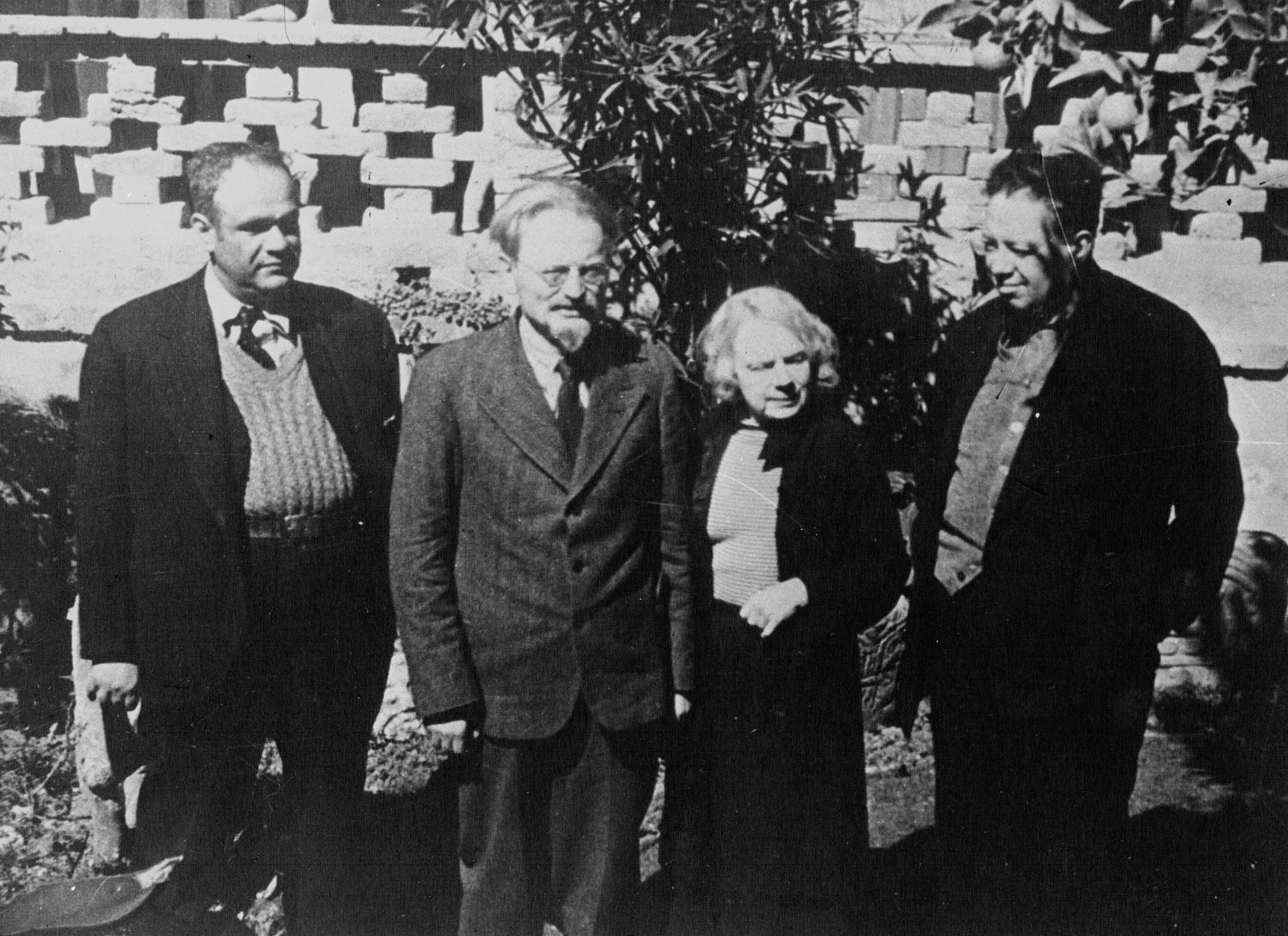
Trockij, la moglie e due amici: l'uomo a destra è Diego Rivera (Città del Messico, 1937)

Alla fine Trockij lasciò quasi subito l'appartamento della Weil e dei suoi genitori. La moglie di Trockij rimase sorpresa che una giovane ragazza avesse tenuto testa al marito in una discussione politica. Della Weil Trockij parlò poi anche in La natura di classe dello stato sovietico
Nel 1934 Trockij scrisse l'articolo La guerra e la Quarta Internazionale in cui sollecitava la formazione di una nuova internazionale. Nel 1936 Trockij scrisse il libro La rivoluzione tradita, nel quale denuncia i crimini della burocrazia staliniana; il saggio diverrà il testo fondamentale dei comunisti internazionalisti e di tutti i socialisti anti-stalinisti.
Alla fine si stabilì in Messico, sempre con la moglie, nel 1937, su invito del pittore Diego Rivera che aveva convinto il governo del presidente Lázaro Cárdenas del Río ad accoglierlo ufficialmente: visse a un certo punto nella casa di Rivera, e in un altro momento in quella della moglie del pittore, l'artista Frida Kahlo, che aveva accolto i coniugi Bronštejn all'arrivo in nave a Tampico, e con cui Trockij ebbe una breve relazione sentimentale.

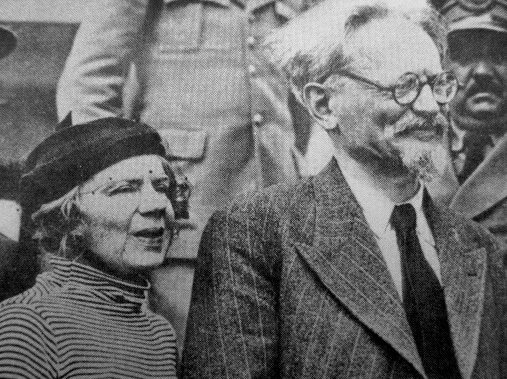
Trockij nel 1937

Nel 1938 morì in Francia il figlio Lev Sedov in circostanze poco chiare, forse avvelenato. Anche gli altri figli erano morti giovani: Nina di tubercolosi nel 1928; Zinaida, esiliata dall'URSS e anch'ella malata, finì suicida nel 1933; Sergej venne fucilato o assassinato in prigione dagli stalinisti nel 1937, con la sola colpa di essere figlio di Trockij. Gli sopravviveranno solo i nipoti; queste e altre tragedie (anche la prima moglie Aleksandra era morta in Siberia nel 1938) non lo abbatteranno mai moralmente: secondo il nipote, Esteban Volkov (figlio di Zinaida), Trockij «era sempre pieno di vita e di energia, aveva una fiducia del tutto straordinaria e contagiosa: l'avvento del socialismo era inevitabile, inevitabile e assoluto».
Sempre nel 1938, Trockij fondò una nuova organizzazione marxista internazionalista, denominata Quarta Internazionale, la quale intendeva essere un'alternativa alla Terza Internazionale stalinista. Trenta delegati formarono una conferenza fondante nel settembre 1938 nella casa di Alfred Rosmer, appena fuori Parigi. All'incontro furono presenti delegati dalle maggiori potenze Europee e del Nord America, ma per ragioni di costi e distanza pochi rappresentanti dall'Asia e dall'America Latina. Un segretariato fu stabilito con molti degli allora capi trockijsti e molte delle nazioni dove i trockijsti erano attivi rappresentate. Trockij era assente, rimasto in Messico per motivi di sicurezza. Tra le risoluzioni adottate dalla conferenza vi fu Programma di Transizione.
Nella casa messicana, sorvegliata da guardie personali e militari messicani, incontrava ferventi ammiratori come André Breton, lavorava ai suoi scritti, progettava la rivoluzione internazionale contro Stalin e il capitalismo, passeggiava nella campagna con gli amici e si occupava con Natalja dei numerosi animali presenti nei giardini delle ville coloniali (cani, gatti, scimmie, conigli, pappagalli, galline, ecc.).
Dopo una discussione con Rivera, al termine di un periodo di contrasti (poiché Rivera aveva voluto assumere un ruolo politico nell'Internazionale, mentre Trockij lo riteneva adatto solo per un ruolo artistico, dato il sostanziale anarchismo del pittore che non seguiva mai la linea ufficiale decisa alle riunioni comuni), nel 1939 lasciò la Casa Azul (la residenza della famiglia Kahlo) e si spostò in una villetta sua, situata a poca distanza. Rivera, ex stalinista divenuto trockista, tornò ad avvicinarsi ai vecchi compagni.

### L'assassinio
(dal Testamento politico del 27 febbraio 1940)

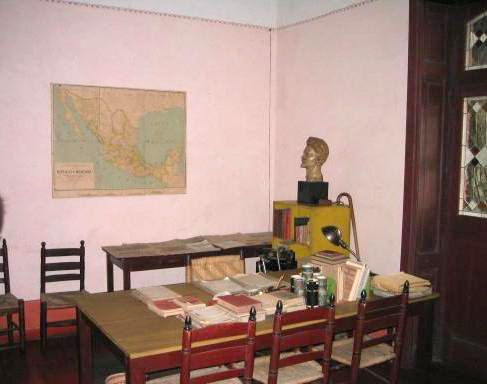
Lo studio dove Trockij fu aggredito il 20 agosto 1940 per poi morire il giorno dopo.

Il 24 maggio 1940 Trockij sopravvisse a un raid nella sua casa da parte di sicari stalinisti capitanati dal pittore David Alfaro Siqueiros, fervente sostenitore dell'URSS. La polizia messicana sospettò anche Rivera, che risultò innocente.
Mentre era a casa sua, a Città del Messico, il 20 agosto 1940, venne aggredito alle spalle da Ramón Mercader (casualmente imparentato con Vittorio De Sica, essendo Maria Mercader, seconda moglie dell'attore e madre dei suoi due figli, cugina dell'assassino), rivelatosi un agente stalinista, incaricato da Stalin in persona, sotto falso nome (si era spacciato per un comunista trockijsta canadese di nome Frank Jackson, per avvicinarsi a Trockij e conquistarne la fiducia), che gli sfondò il cranio usando una piccozza. Inaspettatamente Trockij si rialzò nonostante il colpo subito, reagì all'aggressione e si difese, chiamando poi le guardie del corpo e la moglie, che costrinsero Mercader a una breve fuga. Poco dopo si accasciò: trasportato in ospedale e operato, dopo aver ripreso brevemente conoscenza entrò in coma e morì il giorno seguente, alle ore 18:48. Il governo messicano si occupò dei funerali, e diverse migliaia di persone gli resero omaggio durante la cerimonia civile.
Mercader in seguito testimoniò al suo processo, nel quale sarà condannato a vent'anni di carcere:
Dopo il rilascio Jackson/Mercader finì per rifugiarsi a Cuba, dove Fidel Castro, avvicinatosi all'URSS, accettò di dargli ospitalità. La tomba di Trockij e della moglie si trova nel terreno attorno alla casa a Città del Messico. Un altro museo intitolato a Trockij fu aperto nel 1990 a Città del Messico. La casa è stata preservata più o meno nelle stesse condizioni in cui si trovava il giorno del suo assassinio ed è oggi un museo.

### Giudizio storico
Giudizi storici abbastanza positivi sono stati espressi su Trockij, anche nel mondo anglosassone e soprattutto da personalità non comuniste, in cui il rivoluzionario - anche in un contesto semplicemente storico e non politico - viene contrapposto spesso a Stalin e alla degenerazione dittatoriale subita dall'URSS, anche se molto criticato, specie dagli anarchici e dai libertari, è stato l'intervento militare contro la rivolta di Kronštadt e oggetto di discussione il suo effettivo ruolo in tale occasione; taluni gli rimproverarono di non essersi opposto all'iniziale autoritarismo di matrice leninista, che sarebbe sfociato infine nella messa al bando anche degli oppositori comunisti al PCUS di Stalin, compreso lui stesso; altri lo accusarono di essere velleitario e settario. Pochi ricordano la sua fiera opposizione alla Massoneria.

## Pensiero

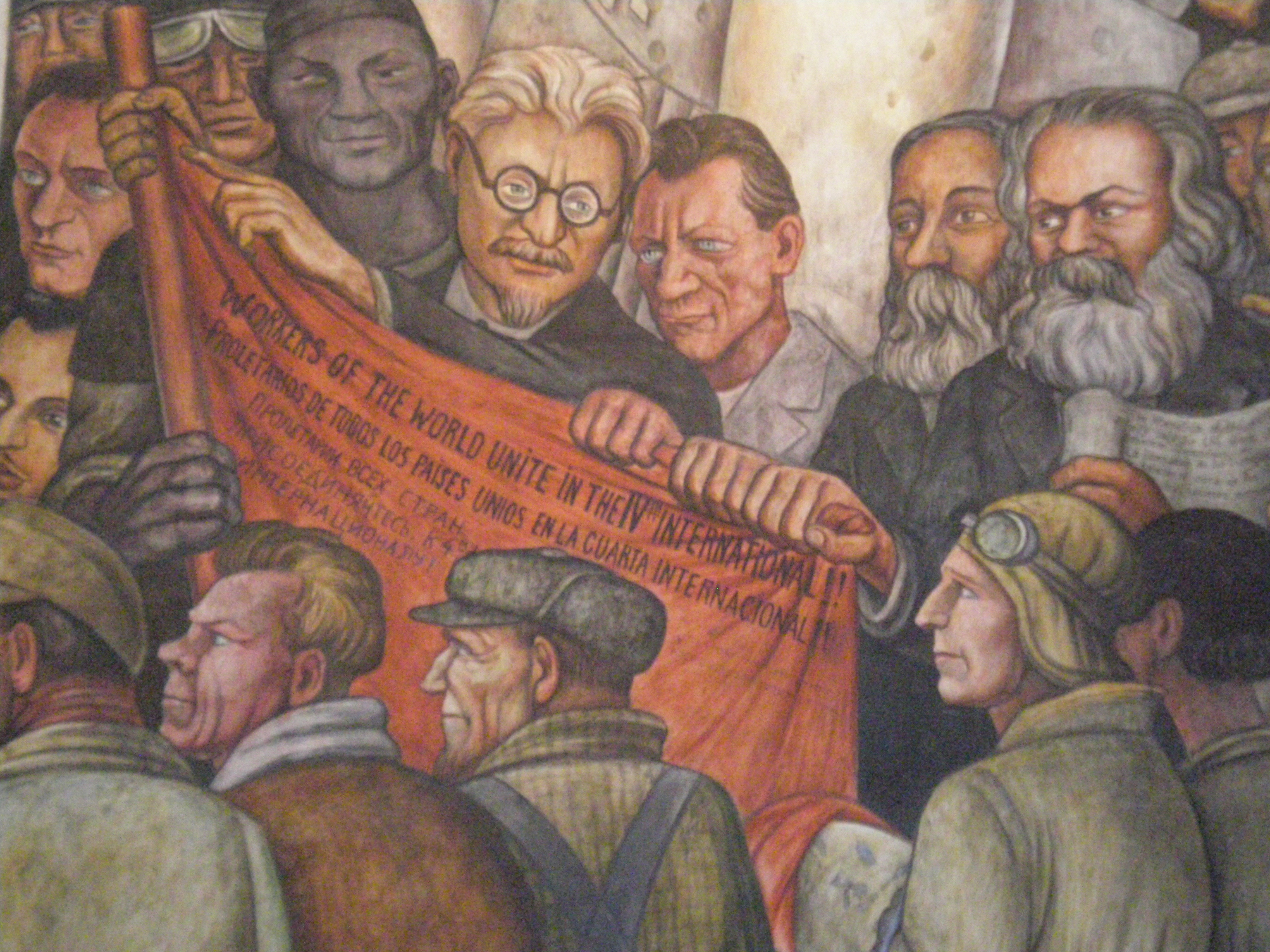
Diego Rivera, L'uomo all'incrocio (particolare), affresco, 1934: Trockij regge il drappo rosso con lo slogan: «Proletari di tutto il mondo unitevi nella Quarta Internazionale!» scritto in più lingue; accanto a lui, Engels e Marx

Il pensiero di Trockij o trockismo rappresenta uno dei principali rami del movimento comunista, in opposizione allo stalinismo e al marxismo-leninismo ortodosso come definito dalla dottrina ufficiale dell'URSS a partire dal 1924 (non alla dottrina leninista originale); esso «non è un movimento nuovo, una nuova dottrina, ma il restauro, la rinascita di un autentico marxismo come è stato esposto e praticato nella rivoluzione russa e nei primi giorni della Internazionale comunista». Tuttavia, il trockismo può essere distinto da altre teorie marxiste da quattro elementi chiave:
- il supporto alla strategia della rivoluzione permanente, in opposizione alla teoria delle due fasi dei suoi avversari;
- la critica alla leadership post-1924 dell'Unione Sovietica, l'analisi delle sue caratteristiche e, dopo il 1933, il supporto per una rivoluzione politica in Unione Sovietica, considerata dai trockisti stato operaio degenerato o stato operaio deformato;
- il supporto alla rivoluzione sociale nei paesi capitalisti avanzati attraverso l'azione di massa della classe operaia;
- il sostegno all'internazionalismo proletario.

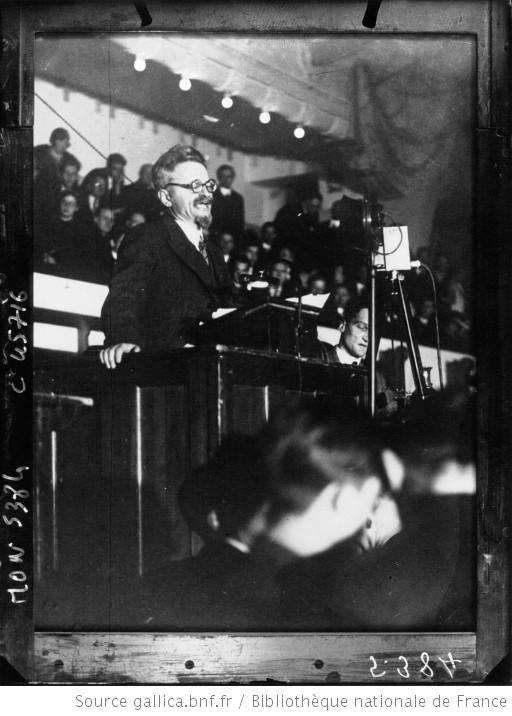
Discorso di Trockij a Copenaghen (1932)

La teoria della rivoluzione permanente può essere considerata una delle caratteristiche distintive del trockismo. Fino al 1905 i marxisti avevano solo teorizzato come una rivoluzione in una società capitalista europea potesse portare a una socialista, ma da questa teoria erano esclusi i paesi non sviluppati come la Russia che nel 1905 non aveva ancora stabilito una società capitalista ma era in gran parte feudale con una piccola classe borghese. La teoria della rivoluzione permanente affrontò appunto la questione del modo in cui tali regimi feudali dovessero essere rovesciati e di come fosse possibile raggiungere il socialismo in mancanza di prerequisiti economici.
Trockij affermò che in Russia solo la classe operaia potesse rovesciare il feudalesimo e ottenere il sostegno dei contadini. Inoltre, egli sostenne che la classe operaia russa non dovesse fermarsi qui: una volta vinta la sua rivoluzione contro la debole classe borghese, avrebbe dovuto stabilire uno stato operaio in Russia e aiutare la classe operaia nei paesi capitalisti avanzati di tutto il mondo. Come risultato, la classe operaia internazionale sarebbe venuta in aiuto della Russia, e il socialismo avrebbe potuto svilupparsi in tutto il mondo.
Trockij sosteneva che in Russia non si sarebbero ripetute rivoluzioni come quelle che in Gran Bretagna nel XVII secolo e in Francia nel 1789 abolirono il feudalesimo e stabilirono i requisiti di base per lo sviluppo del capitalismo. Nella teoria della rivoluzione permanente si sostiene che in molti paesi che non hanno ancora completato la loro rivoluzione democratica borghese, la classe capitalista si opponga alla creazione di una situazione rivoluzionaria, in quanto teme la classe operaia che lotta per le sue aspirazioni rivoluzionarie contro il loro sfruttamento da parte del capitalismo. In Russia, la classe operaia, anche se è una piccola minoranza in una società prevalentemente contadina, si era organizzata in fabbriche e in grandi quartieri. Durante la Rivoluzione russa del 1905, la classe capitalista aveva ritenuto necessario allearsi con elementi reazionari, come i proprietari terrieri feudali e le forze dello stato zarista russo, per proteggere la loro proprietà di fabbriche, banche, ecc. dall'esproprio da parte della classe lavoratrice rivoluzionaria. Secondo la teoria della rivoluzione permanente, la classe capitalista dei paesi arretrati era economicamente debole e incapace di portare a un cambiamento rivoluzionario poiché collegata ai feudatari, alla classe dirigente e al capitale europeo. Soltanto il proletariato o la classe operaia erano in grado di realizzare gli obiettivi altrove raggiunti con la rivoluzione borghese, formando consigli operai (soviet):
(Lev Trockij, Risultati e prospettive)

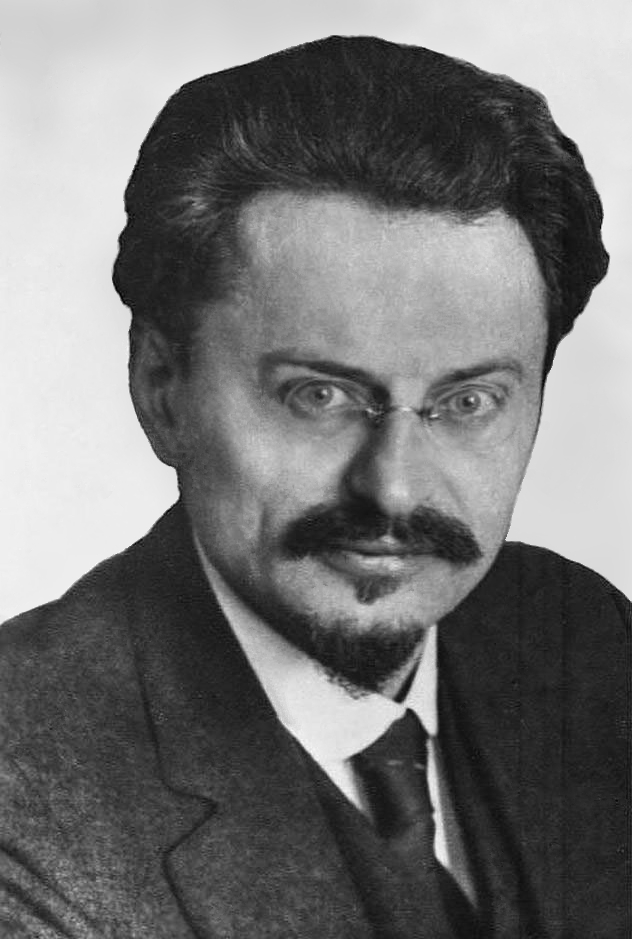
Ritratto di Trockij

Secondo il marxismo "classico", la riforma agraria (portato della rivoluzione democratico-borghese) nei paesi arretrati, come la Russia, preparerebbe il terreno in ultima analisi soltanto per uno sviluppo del capitalismo, in quanto i contadini liberati diventano piccoli proprietari, produttori e commercianti che portano alla crescita dei mercati delle materie prime, da cui una nuova classe capitalista sarebbe emersa. Solo il pieno sviluppo capitalista, secondo questo schema, prepara le basi per il socialismo.
Trockij riteneva che un nuovo Stato socialista e l'economia in un Paese come la Russia non sarebbero stati in grado di resistere alle pressioni di un mondo ostile capitalista, così come alle pressioni interne. La rivoluzione secondo Trockij avrebbe dovuto diffondersi rapidamente nei principali Paesi capitalistici e in tutto il mondo. Questa posizione, in contrasto rispetto al "marxismo classico", difeso per esempio dai menscevichi, era condivisa da Trockij, in parte da Lenin e dai bolscevichi fino al 1924, quando Stalin, dopo la morte di Lenin, cercando di consolidare il suo controllo sempre più burocratico e autoritario sul partito bolscevico cominciò a presentare lo slogan del socialismo in un solo Paese, sostituendo l'internazionalismo proletario con il nazionalismo di sinistra.
Tuttavia la prospettiva internazionalista della rivoluzione permanente si trova già nelle opere di Karl Marx. Il termine "rivoluzione permanente" è difatti tratto da una frase di Marx del marzo 1850. Un altro importante tema affrontato da Trockij fu quello del lavoro, oltre che contrario alla Nep con le sue moderate aperture richieste dei contadini, sostenne la necessità della "militarizzazione del lavoro". In Terrorismo e Comunismo del 1920 l'autore scrisse: “I sindacati diventano l'apparato di repressione rivoluzionaria contro indisciplinati, anarchici, elementi parassiti della classe operaia... interessi economici, costrizioni legali, la influenza di una organizzazione economica internamente coordinata, il potere della repressione, nonché influenza morale, agitazione, propaganda, e l’innalzamento del livello culturale. Soltanto attraverso la combinazione di tutti questi metodi possiamo ottenere un alto livello di economia socialista”. Con il tempo il trockismo finì per influenzare anche altre parti del movimento comunista e socialista, e perfino ideologie esterne e opposte al marxismo.

## Nella cultura di massa

### Cinema
- L'assassinio di Trotsky, regia di Joseph Losey, 1972
- Frida, regia di Julie Taymor, 2002
- Marx Reloaded, regia di Jason Barker, 2011 - documentario; nella locandina Trockij è rappresentato in panni simili a quelli di Morpheus di Matrix e appare così, assieme ad altri marxisti, anche in un breve cortometraggio animato all'interno del documentario, in cui libera Marx-Neo dalla realtà fittizia in stile Matrix (simbolo dello stalinismo o del capitalismo).
- El elegido, regia di Antonio Chavarrías (2016)

Il titolo del film di Roberto Benigni La vita è bella deriva da una frase del testamento politico di Trockij.

### Fumetto
- Viva Trotsky (1974) di Guido Crepax, della serie Valentina.

### Letteratura
- George Orwell, La fattoria degli animali (1945); il personaggio di Palla di Neve, cacciato dal dittatore Napoleone, è l'equivalente di Trockij.
- George Orwell, 1984 (1949); Emmanuel Goldstein, nemico numero uno di Oceania, è anch'egli l'equivalente di Trockij.
- Davide Orecchio, Mio padre la rivoluzione 2017; il primo dei racconti (Una possibilità di Lev Trockij) è imperniato sulla figura dell'esiliato, che si immagina sopravvissuto all'assassinio e vivo durante la Rivoluzione ungherese del 1956.
- Leonardo Padura, L'uomo che amava i cani (2009); il racconto del lungo esilio di Trockij e della sua morte per mano di Ramón Mercader, la cui vicenda esistenziale è anch'essa ricostruita dall'autore.

### Teatro
- Le mani sporche di Jean-Paul Sartre (1948), vagamente ispirato all'assassinio di Trockij.

### Televisione
- La sconfitta di Trotsky, film tv diretto da Marco Leto (1967)
- Trockij (Tроцкий), serie storico-biografica russa realizzata per il centenario della Rivoluzione d'ottobre, diretta da Aleksandr Kott e Konstantin Statskij, andata in onda il 6 novembre 2017.

## Opere

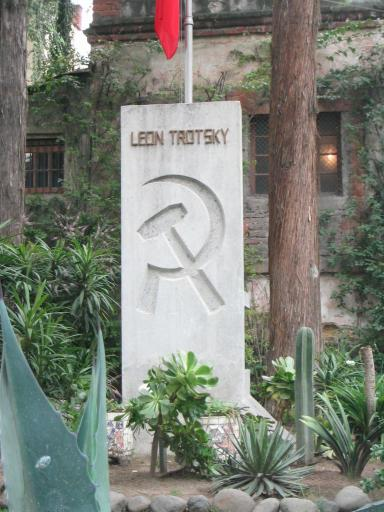
Tomba di Trockij a Coyoacán, Città del Messico

### Edizioni italiane degli scritti di Trockij
- Un dramma giudiziario. Il processo Beilis, Milano, Avanti!, 1918.
- Dalla Rivoluzione d'ottobre al trattato di pace di Brest-Litowsk, Milano, Avanti!, 1919.
- Il bolscevismo dinnanzi alla guerra e alla pace del mondo, Milano, Avanti!, 1920.
- L'esercito rosso della Russia, con H. Bergmann e J. Smilga, Milano, Avanti!, 1921.
- L'esercito rosso. Discorso su Il potere dei Consigli e l'imperialismo internazionale, tenuto a Mosca il 21 aprile 1918, Città di Castello, Il Solco, 1921.
- Il fallimento della Seconda Internazionale, Città di Castello, Il solco, 1921.
- Terrorismo e comunismo anti-Kautsky, Milano, Avanti!, 1921.
- Lenin, Milano, Rinascita, 1924.
- 1917. Insegnamenti dell'Ottobre, Milano, Avanti!, 1925.
- Gli insegnamenti di ottobre; Lettera di Trozkii a Olminski sulle sue divergenze di vedute col Partito bolscevico; Come non si deve scrivere la storia della Rivoluzione di ottobre, Milano, Tip. Lazzari, 1925.
- La mia prima evasione, Roma, Accademia, 1929.
- La mia vita. Tentativo di autobiografia, Milano, A. Mondadori, 1930.
- Storia della rivoluzione russa, 3 voll., Milano, F.lli Treves, 1936-1938.
- Stalin, Milano, Garzanti, 1947.
- Carlo Marx, Milano, Mondadori, 1949.
- La rivoluzione tradita, Milano, Schwarz, 1956.
- Letteratura, arte, libertà, Milano, A. Schwarz, 1958.
- Diario d'esilio 1935, Milano, Il Saggiatore, 1960.
- Scritti 1929-1936, Torino, G. Einaudi, 1962.
- Terrorismo e comunismo, Milano, Sugar, 1964.
- Nuovo corso. Lo scritto che iniziò la guerra aperta con Stalin, Roma, Samonà e Savelli, 1965.
- I crimini di Stalin, Roma, G. Casini, 1966.
- La rivoluzione permanente, Torino, Einaudi, 1967.
- La loro morale e la nostra, Bari, De Donato, 1967.
- Compagni di strada, Bari, De Donato, 1968.
- Scelta di scritti. 1905-1940, Roma, Samonà e Savelli, 1968.
- Scritti letterari, Roma, Samonà e Savelli, 1968.
- In difesa del marxismo, Roma, Samonà e Savelli, 1969.
- Marxismo e scienza, Roma, Samonà e Savelli, 1969.
- La piattaforma dell'opposizione nell'Urss, Roma, Samonà e Savelli, 1969.
- La Terza Internazionale dopo Lenin, Roma, Samonà e Savelli, 1969.
- Premesse oggettive della rivoluzione socialista, s.l., Ennesse indicazioni, 1970.
- I problemi della rivoluzione cinese e altri scritti su questioni internazionali 1924-1940, Torino, Einaudi, 1970.
- Rapporto della delegazione siberiana. La concezione del partito proletario in una polemica di Trotsky contro Lenin al II Congresso del P.O.S.D.R., Roma, La vecchia Talpa, 1970.
- 1905, Firenze, La Nuova Italia, 1971.
- Il giovane Lenin. La giovinezza di Lenin raccontata da un compagno di lotta, Milano, A. Mondadori, 1971.
- Rivoluzione e vita quotidiana, Roma, Samonà e Savelli, 1971.
- Scritti militari, Milano, Feltrinelli, 1971.
- I nostri compiti politici, Roma, Samonà e Savelli, 1972.
- Per conoscere Trotskij, Milano, A. Mondadori, 1972.
- Il programma di transizione, Roma, Bandiera rossa, 1972.
- Letteratura e rivoluzione. Seguito da altri scritti letterari, dagli atti della riunione sulla politica del Partito comunista russo nella letteratura, 9 maggio 1924, e dal testo della risoluzione del Comitato Centrale del PCR (b) sulla politica nel campo letterario, 1º luglio 1925, Torino, Einaudi, 1973.
- Crisi del capitalismo e movimento operaio. Scritti sul "terzo periodo" dell'Internazionale comunista, Roma, Samonà e Savelli, 1975.
- Classi sociali e rivoluzione, Milano, Ottaviano, 1976.
- Come si arma la rivoluzione. Scritti militari, 1921-1924, Roma, Newton Compton, 1977.
- Scritti e discorsi sulla rivoluzione in Cina. 1927, Milano, Iskra, 1977.
- Terrorismo e comunismo, Milano, Sugar, 1977.
- Problemi della rivoluzione in Europa. I primi anni dell'Internazionale comunista, Milano, Mondadori, 1979.
- Scritti sull'Italia, Roma, Controcorrente, 1979.
- Ottobre 1917. Dalla dittatura dell'imperialismo alla dittatura del proletariato, con N. Bucharin, Milano, Iskra, 1980.
- Europa e America, Milano, Celuc libri, 1980.
- Lettere coniugali. 1933-1938, con Natalja Sedova, Milano, La Pietra, 1981.
- La rivoluzione tradita, Milano, Rizzoli, BUR, 1982.
- Prima del nove gennaio, Milano, Celuc libri, 1982.
- La Quarta Internazionale e la guerra (10 giugno 1934), Foligno, Centro studi Pietro Tresso, 1989.
- La natura di classe dello stato sovietico (10 ottobre 1933), Foligno, Centro studi Pietro Tresso, 1992.
- Il Terzo periodo degli errori dell'Internazionale comunista; A proposito del fronte unico, Milano, AC Editoriale, 1992.
- Storia della rivoluzione russa, 2 voll., Roma, Newton & Compton Editori, 1994
- I sindacati nella fase della decadenza imperialista, Napoli, Laboratorio politico, 1994.
- Opere scelte, 11 voll., Roma, Prospettiva, 1994-2013.
- Rosa Luxemburg. Difesa e critica di una rivoluzionaria. Due articoli e un discorso, Fontenay aux Roses, Centro Studi Pietro Tresso, 1996.
- Lev Sedov. Figlio amico combattente. Dedicato alla gioventù proletaria. (20 febbraio 1938), Firenze, BI-Elle, 1998.
- Burocrati e saltimbanchi siete il veleno della sinistra. Libro rosso di Lev Davidovic Trotzky, Napoli, Pironti, 1999.
- Le guerre balcaniche (1912-1913), Fizzonasco, Pieve Emanuele, Lotta comunista, 1999.
- La rivoluzione tradita, Milano, AC Editoriale, 2000.
- La rivoluzione permanente, Milano, AC Editoriale, 2004.
- Stalinismo e bolscevismo, Roma, Alegre, 2005.
- Programma di transizione. L'agonia mortale del capitalismo e i compiti della Quarta internazionale, Bolsena, Massari, 2008.
- Scritti contro il nazismo (1930-1933), Milano, AC Editoriale, 2010.
- Terrorismo e comunismo, Milano, Mimesis, 2011.

### Ulteriori letture in italiano
- Guglielmo Pannunzio, Ciò che ho visto nella Russia bolscevica. Giugno-settembre 1920. Il secondo congresso della Terza Internazionale, colloqui ed interviste con Lenin, Trotsky, Krassin, Cicerin, Rikoff..., Torino, Libreria editrice dell'Alleanza Coop. torinese, 1921.
- Leandro A. Sanchez Salazar, con Julian Gorkin, Così fu assassinato Trotzky, Milano, Garzanti, 1949.
- Wolf Giusti, Il pensiero di Trotzky, Firenze, Le Monnier, 1949.
- Bertram David Wolfe, I tre artefici della rivoluzione d'ottobre. Lenin, Trotzki, Stalin, Firenze, La Nuova Italia, 1953.
- Isaac Deutscher, Il profeta armato. Trotsky 1879-1921, Milano, Longanesi, 1956.
- Livio Maitan, Trotsky, oggi, Torino, Einaudi, 1959.
- Guido Vestuti, La rivoluzione permanente. Uno studio sulla politica di Trotsky, Milano, Giuffrè, 1960.
- Isaac Deutscher, Il profeta disarmato. Trotsky 1921-1929, Milano, Longanesi, 1961.
- Isaac Deutscher, Il profeta esiliato. Trotsky 1929-1940, Milano, Longanesi, 1965.
- Monty Johnstone-Nicolas Krasso-Ernest Mandel, Il marxismo di Trockij, Bari, De Donato, 1970.
- Jean-Jacques Marie, Il trotskismo, Milano, Mursia (Gruppo Editoriale), 1971.
- Alberto Giordano, Trotski. La vita, il pensiero, i testi esemplari, Milano, Accademia, 1972.
- Nicholas Mosley, L'assassinio di Trockij, Milano, Longanesi, 1972.
- Victor Serge, Vita e morte di Trotskij, Roma-Bari, Laterza, 1973.
- Marisa Forcina, Rivoluzione permanente e populismo. Ipotesi su Trockij, Lecce, Messapica, 1976.
- Heinz Abosch, Trockij e il bolscevismo, Milano, Feltrinelli, 1977.
- Roberto Massari (a cura di), All'opposizione nel PCI con Trotsky e Gramsci. Bollettino dell'Opposizione comunista italiana, 1931-1933, Roma, Controcorrente, 1977; Bolsena, Massari, 2004.
- Leonardo Rapone, Trotskij e il fascismo, Roma-Bari, Laterza, 1978.
- Aa. Vv., Storia del marxismo contemporaneo, VI, Trockij e Bucharin, Milano, Feltrinelli economica, 1979.
- Richard B. Day, Trotskij e Stalin. Lo scontro sull'economia, Roma, Editori Riuniti, 1979.
- Isaac Deutscher, Il profeta armato. Trotskij 1879-1921, Milano, Longanesi, 1979 [nuova edizione con traduzione rivista da Attilio Chitarin].
- Antonella Marazzi, Trotsky in Italia. Bibliografia sistematica, Roma, Controcorrente, 1980.
- Jean van Heijenoort, In esilio con Trockij. Da Prinkipo a Coyoacan, Milano, Feltrinelli, 1980.
- J. Posadas, Il pensiero vivo di Trotzky, Firenze, Edizioni scienza cultura e politica, 1980.
- Livio Maitan, Destino di Trockij, Milano, Rizzoli, 1981.
- Pierre Naville, Trockij vivo, Milano, Spirali, 1981.
- Francesca Gori (a cura di), Pensiero e azione politica di Lev Trockij. Atti del Convegno internazionale per il quarantesimo anniversario della morte promosso dalla Fondazione Giangiacomo Feltrinelli e organizzato dalla Regione Toscana con la collaborazione della Biblioteca comunale di Follonica. Follonica, 7-11 ottobre 1980, 2 voll., Firenze, Olschki, 1982.
- Alberto Tovaglieri, Trockij e la pianificazione sovietica. La svolta a sinistra del 1928-29, Siena, Facoltà di Giurisprudenza dell'Università, 1984.
- Richard B. Day, La teoria dei cicli lunghi. Kondratiev, Trotsky, Mandel, Foligno, Centro studi Pietro Tresso, 1989.
- Raya Dunayevskaya, Trotsky, l'uomo, Foligno, Centro studi Pietro Tresso, 1989.
- Paolo Casciola, Trotsky e le lotte coloniali, Foligno, Centro studi Pietro Tresso, 1990.
- Irving Howe, Trotzkij, Milano, A. Mondadori, 1990.
- Roberto Massari, Trotsky e la ragione rivoluzionaria, Roma, Erre Emme, 1990; Bolsena, Massari, 2004 [nuova edizione, rivista e corretta].
- Pierre Broué, La rivoluzione perduta. Vita di Trockij, Torino, Bollati Boringhieri, 1991.
- Pierre Broué, Trotsky e la rivoluzione francese, Foligno, Centro studi Pietro Tresso, 1991.
- Martin Konitzer, Wilhelm Reich, Roma, Erre Emme, 1992.
- Dario Renzi, La lunga marcia del trotskismo (1). Dalle sconfitte delle rivoluzioni al dopoguerra, Roma, Prospettiva, 1992.
- Ernest Mandel, Ottobre 1917. Storia e significato di una rivoluzione[collegamento interrotto], Roma, Datanews, 1993.
- Anna Di Biagio, Lev D. Trockij, Firenze, Giunti & Lisciani, 1995.
- Arturo Schwarz, Breton e Trotsky. Storia di un'amicizia, Bolsena, Erre emme, 1997.
- Giancarlo Mura, Lev Trockij. La rivoluzione fallita, Roma, Aracne, 2000.
- Georges Simenon, Intervista a Trockij (1933), Salerno, Oedipus, 2004.
- Max Eastman, Il giovane Trotsky, Bolsena, Massari, 2006.
- Jean-Jacques Marie, Kronstadt 1921. Il Soviet dei marinai contro il governo sovietico, Torino, Utet, 2007.
- Antonio Moscato, Trockij e la pace necessaria. 1918: la socialdemocrazia e la tragedia russa, Lecce, Argo, 2007.
- Salvatore Aponte, Il "Corriere" tra Stalin e Trockij, 1926-1929, Milano, Fondazione Corriere della sera, 2010.
- Isaac Deutscher, Il profeta armato: Trotskij 1879-1921, Roma, Pgreco, 2011.
- Isaac Deutscher, Il profeta disarmato: Trotskij 1922-1932, Roma, Pgreco, 2011.
- Isaac Deutscher, Il profeta esiliato: Trotskij 1933-1940, Roma, Pgreco, 2011.
- Victor Serge, Memorie di un rivoluzionario, a cura di Roberto Massari, Bolsena, 2011.
- Gabriele Mastrolillo, La dissidenza comunista italiana, Trockij e le origini della Quarta Internazionale. 1928-1938, Roma, Carocci, 2022.
- Thomas R. Nevin, Simone Weil. Ritratto di un'ebrea che si volle esiliare, traduzione di Giulia Boringhieri, Torino, Bollati Boringhieri, 1997, ISBN 88-339-1056-3.